# Босилово (община)
Босилово (на македонска литературна норма: Општина Босилово) е община, разположена в източния дял на Северна Македония с център едноименното село, недалеч от град Струмица. Босиловската община граничи с общините Струмица и Василево на запад, с Берово на север и с Ново село на изток. Има 14 260 жители (2002), а площта ѝ е 161,99 km2. Освен село Босилово в нея влизат още 15 села.

## Структура на населението
Според преброяването от 2002 година община Босилово има 14 260 жители.
| Етническа принадлежност | Процент |
| македонци               | 95,71%  |
| албанци                 | 0,00%   |
| турци                   | 3,47%   |
| роми                    | 0,17%   |
| власи                   | 0,00%   |
| сърби                   | 0,06%   |
| бошняци                 | 0,00%   |
| други                   | 0,59%   |